# 소맷동
소맷동은 팔을 덮는 옷의 소매의 낮은 테두리의 겹겹인 층의 천이다. 미국에서의 이 단어는 또한 바지의 다리 밑부분(아랫단)을 말하기도 한다. 소맷동의 기능적인 목적은 닳는 것으로부터 옷감을 보호하는 것이고, 닳았을 때, 옷감의 중요 변화 없이 소맷동을 수선하거나 대체할 수 있다. 소맷동은 옷감을 되접어서 만들거나 옷감의 분리된 띠가 부분적으로 바느질되어 단추에 의해 부착되기도 한다. 소맷동은 장식적인 테두리로 보여지거나, 부가적인 레이스나 장식을 가진다.

## 종류
종류에는 크게 짧은 소매, 바지단, 재킷소매가 있다.

### 짧은 소맷동
평상시의 옷차림을 제외하고, 짧은 소매는 일반적으로 하나의 테두리와 서로 잠구어지는 것으로 나뉜다. 그러므로 그들은 손을 통과시킬 수 있고 손목을 편하게 맞춰 입을 수 있다.어떤 스웨터들과 운동옷감(윗옷과 바지 둘다)은 탄력있고 손이나 발을 늘이기 위해 짜진 소맷동을 가지고 있고 같은 목적을 성취하는 편안하게 맞춰진다.짧은 소매는 얼마나 잠구어지는지에 따라 3종류로 나뉜다. 단추소매 통소매라고도 불리는 단추소매는 한쪽에 버튼 구멍이 있고 다른 쪽에는 단추가 있다(때때로 조절할 수 있도록 하나 이상의 단추가 있기도 하다). 고리소매 고리소매는 양쪽에 단추구멍이 있고 커프츠 단추나 실크단추와 의미가 비슷하다. 그들은 대부분 흔하게 양 안쪽이 함께 눌러지는 "kissing"스타일이나 흔하지 않는 안쪽면과 바깥면이 붙어있는 버튼소매와 같은(그러나 이것은 정통이 아니다)스타일로 잠긴다. 고리소매는 2종류로 나뉜다. 단일 소매는 본래 고리소매인 싱글소매는 흰 타이가 요구되고 더욱 전통적인 선택인 검은 타이가 있다. 또한, 어떤 전통학자들은 이 스타일과 신사복으로도 입을 수 있다고 말한다. 더블 또는 프랑스소매는 길이가 2배이고 그들을 꺾어젖혀 입는다.프랑스소매는 비록 그들이 특히 유럽에서 회사환경에서 재유행하고 있지만, 버튼소매보다 더 형식적이라고 여겨졌었다. 비록 전통적인 프랑스소매는 오직 신사복이나 형식적인 옷(스포츠자켓이아닌)과 입어야 했지만, 지금은 대부분 따르지 않는다, 반면에 몇몇은 타이나 자켓없이도 이러한 소맷동을 입는다. 그들은 반형식적,검은 타이 행사에서 선호하는 선택으로 남아있다. 전환가능한소매는 버튼이나 커프츠단추와 비슷하다.

### 바짓동
대부분 바지통은 닳는 것을 막기위해 밑부분이 가두리되어 있다. 가두리한 후의 바짓동(미국의 "바짓동")의 바지는 밖으로 접어지거나 그 자리에 다리미질되거나 바느질 된다. 바짓동의 주된 이유는 바지의 예쁜 주름을 위해 다리의 아랫부분에 무게를 더해주기 위해서이다. 그러나, 원래 이것은 길이 포장되지 않았을 때 그들에게 진흙이 튀는 것을 피하기 위해 남자들이 바지를 접은 것에서부터 시작되었다.

### 재킷소매
정장재킷소매의 끝의 버튼과 버튼구멍은 주로 장식적이고 기능적이지않다. "의사의 소매"는 손목에서 열릴 수 있고 전통적으로 주문 재봉과 연관이 있다.